# Bibbiano

Bibbiano (Bibiân ou Bibiēn en dialecte reggiano) est une commune de la province de Reggio d'Émilie dans la région Émilie-Romagne en Italie.

## Géographie
Le territoire de la commune se trouve à mi-chemin de la plaine et les premières collines des Apennins à une altitude variant de 57 à 167 mètres, avec 121 mètres devant la mairie de Bibbiano. Celle-ci se trouve traversée par les routes provinciales SP15, SP28, à 17 km au sud-ouest de Reggio d'Émilie. Le territoire fait confins avec les communes de Reggio d'Émilie, Cavriago à l’est, Quattro Castella et San Polo d'Enza au sud et Montecchio Emilia à l’ouest.

La ligne de chemin de fer Reggio Emilia-Ciano d'Enza dessert Bibbiano et les localités de Barco, Corniano et Piazzola.

Grandes villes voisines :
- Modène 42 km
- Bologne 72 km
- Milan 135 km
- Parme 28 km

## Histoire
Il est difficile de dater l’origine de Bibbiano, bien que des traces de présence humaine (restes de cabanes, débris de céramique, outils de silex) remonte à une époque comprise entre le paléolithique inférieur et le néolithique. Des objets de l’âge du fer attestent de la présence des gaulois (peuples) et des Celtes avant celle des Romains qui conquirent la région à leur tour.

L’origine du toponyme est vraisemblablement liée à l’occupation romaine du Ier siècle et prit le nom du propriétaire de cette terre très fertile : Baebianus fundus (terre de Beabia) du nom des gens Baebia, famille très connue à Parme et dans la Regio Octava Aemilia, citée plusieurs fois dans la Table alimentaire de Veleia découverte au même endroit.
Ce n’est qu’au Moyen Âge que l’histoire de Bibbiano se précise à travers une première urbanisation le long de la route qui mène aux fortifications, dite Torrazzo, sur les rives de l’Enza. Au XIIe siècle, l’histoire devient indissoluble de celle de la maison Canossa, dont la domination se termina au XVIIe siècle quand le fief passa aux marquis Gabbi en 1757.
Bibbiano obtient son autonomie communale à l’époque du département de Crostolo. Après la chute de Napoléon, les Este l’inclurent à la commune de Montecchio Emilia et ne redeviendra autonome qu’en 1860.

### Affaire judiciaire autour d'abus sexuels sur mineurs
En 2019, Bibbiano est le théâtre d'un scandale médatique concernant une affaire autour de l'abus sexuel sur mineur. L'enquête abouti à l'interpellation, le 27 juin 2019, de 18 personnes dont des médecins, des travailleurs sociaux et des politiques du Parti Démocrate. Elles sont soupçonnées d’avoir manipulé des enfants pour les soustraire à leurs parents et les vendre à des familles d’accueil dont certaines les auraient abusés sexuellement[réf. nécessaire].

## Culture
La production d’un fromage au lait issu des terres où se fabrique actuellement le Parmigiano-Reggiano, remonte au XIIe siècle. Ce furent les moines du monastère bénédictin de Corniano qui découvrirent la recette.

Le plus ancien document contenant le terme formadio est un parchemin des moines bénédictins de l’abbaye de Marola du 13 avril 1159.
En 2008, fondation du consortium Bibbiano la Culla pour promouvoir le fromage bibbianais avec sa propre marque de qualité.

### Personnalités liées à Bibbiano
- Giovanni Battista Venturi, physicien

## Administration
| Période                                  | Période  | Identité          | Étiquette     | Qualité |
| ---------------------------------------- | -------- | ----------------- | ------------- | ------- |
| 20/06/2004                               | En cours | Sandro Venturelli | Centre gauche |         |
| Les données manquantes sont à compléter. |          |                   |               |         |

### Hameaux
Barco, Belvedere, Casale di Sopra, Case Catalani, Gattaglio, Ghiardo, Il Folletto, Mangallana, Piazzola, Razza, San Filippo

### Communes limitrophes
Cavriago (5 km), Montecchio Emilia (5 km), Quattro Castella (3 km), San Polo d'Enza (6 km)

### Jumelages
- Panissières (France) depuis 1987[4].

## Population

### Évolution de la population en janvier de chaque année
| 1861  | 1901  | 1921  | 1951  | 1961  | 1971  | 1981  | 1991  | 2001  |
| ----- | ----- | ----- | ----- | ----- | ----- | ----- | ----- | ----- |
| 4 979 | 5 689 | 6 297 | 5 849 | 5 810 | 6 202 | 7 131 | 7 239 | 7 725 |

| 2012   | - | - | - | - | - | - | - | - |
| ------ | - | - | - | - | - | - | - | - |
| 10 190 | - | - | - | - | - | - | - | - |

### Ethnies et minorités étrangères
Selon les données de l’Institut national de statistique (ISTAT) au 1er janvier 2011 la population étrangère résidente et déclarée était de 1 036 personnes, soit 10,3 % de la population résidente.
Les nationalités majoritairement représentatives étaient :
| Pos. | Pays     | Population |
| ---- | -------- | ---------- |
| 1    | Albanie  | 257        |
| 2    | Maroc    | 223        |
| 3    | Tunisie  | 93         |
| 3    | Inde     | 83         |
| 5    | Roumanie | 81         |
| 6    | Ukraine  | 65         |

## Sources
- (it) Cet article est partiellement ou en totalité issu de l’article de Wikipédia en italien intitulé « Bibbiano » (voir la liste des auteurs) le 05/12/2012.